# 蒿吉坪瑶族乡
蒿吉坪瑶族乡，是中华人民共和国湖南省怀化市中方县下辖的一个乡镇级行政单位。

## 行政区划
蒿吉坪瑶族乡下辖以下地区：
吉都堂村、助溪村、洞门口村、罗洪村、老田溪村、三岔溪村和干田垅村。